# Ptericoptus dorsalis
Ptericoptus dorsalis är en skalbaggsart som beskrevs av Audinet-serville 1835. Ptericoptus dorsalis ingår i släktet Ptericoptus och familjen långhorningar. Inga underarter finns listade i Catalogue of Life.